# Fuminana marita
Fuminana marita är en insektsart som beskrevs av Delong och Freytag 1969. Fuminana marita ingår i släktet Fuminana och familjen dvärgstritar. Inga underarter finns listade i Catalogue of Life.